# Klim (parochie)
Klim is een parochie van de Deense Volkskerk in de Deense gemeente Jammerbugt. De parochie maakt deel uit van het bisdom Aalborg en telt 673 kerkleden op een bevolking van 799 (2004).
Historisch maakt de parochie deel uit van de herred Vester Han. De parochie werd in 1970 opgenomen in de nieuw gevormde gemeente Fjerritslev, die in 2007 opging in Jammerbugt.

## Klim Valgmenighed

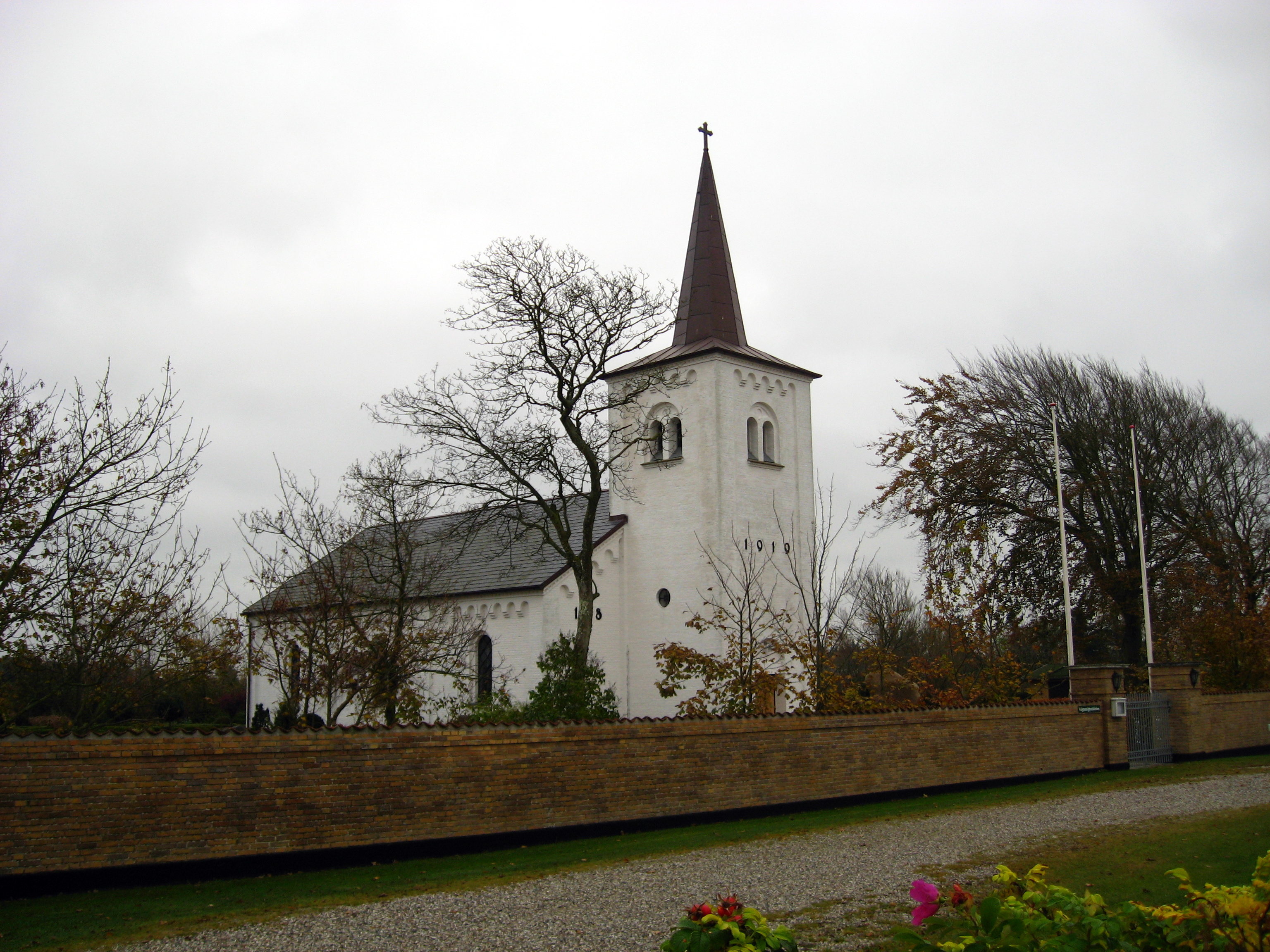

Naast de parochiekerk, die veelal wordt aangeduid als Klim Nørrekirk, heeft het dorp Klim een tweede kerk, veelal aangeduid als Klim Sønder. Deze tweede is de kerk van de Klim Valgmenighed. De kerk dateert uit 1883. Een valgmenighed is een gemeente die formeel bij de Volkskerk hoort, in tegenstelling tot een frimenighed, die het verband van de Volkskerk heeft verlaten. Klim begon als valgmenighed, verliet echter na korte tijd de volkskerk en was jarenlang een frimenighed tot dat in 1968 weer voor de valgmenighed werd gekozen.
Aaby · Alstrup · Bejstrup · Biersted · Brovst · Fjerritslev · Gjøl · Gøttrup · Haverslev · Hjortdal · Hune · Ingstrup · Jetsmark · Kettrup · Klim · Koldmose · Kollerup · Langeslund · Lerup · Øland · Øster Svenstrup · Saltum · Skræm · Torslev · Tranum · Vedsted · Vester Hjermitslev · Vester Torup · Vust